# Taxi (TV-serie)
Taxi är en amerikansk komediserie som sändes i amerikansk TV mellan 1978 och 1983.
Serien handlar om några taxichaufförer som arbetar för Sunshine Cab Company i New York, och om deras ohövliga chef Louie De Palma, spelad av Danny DeVito. Många av historierna gick ut på att karaktärerna ville uppnå någonting annat i livet än att köra taxi, vilket fick serien att gå hem hos vanliga arbetare. Serien tacklade ofta problem som karaktärerna drabbades av, exempelvis drogberoende, att vara ensamstående förälder eller att vara bisexuell.
Förutom Danny DeVito medverkade även Judd Hirsch som Alex Reiger, Marilu Henner som Elaine O'Connor-Nardo, Tony Danza som Tony Banta, Andy Kaufman som Latka Gravas, Jeff Conaway som Bobby Wheeler och Christopher Lloyd som Jim Ignatowski, bland andra.
Taxi är en av de mest populära komediserier som någonsin sänts. Den har blivit nominerad till 31 Emmy Awards och vunnit 18. Serien nominerades även till 25 Golden Globes, varav den vann 4.